# Négritude

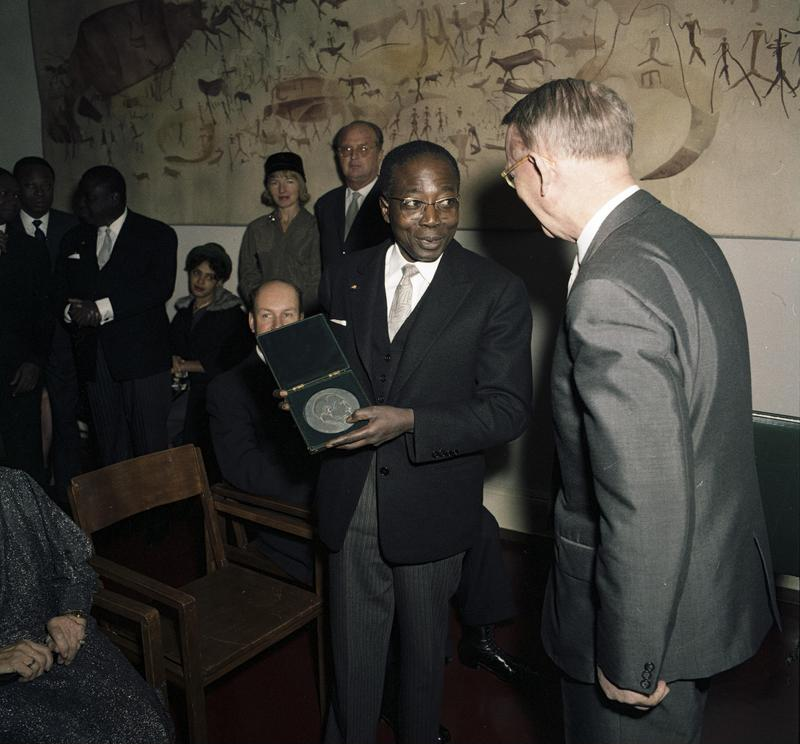
Léopold Sédar Senghor (z lewej), współtwórca négritude, poeta, prezydent Senegalu (1960)

Négritude – ruch literacki i polityczny, zapoczątkowany w 1930 roku w Paryżu w odpowiedzi na rozwój francuskiego kolonializmu i rasizmu. Jego twórcami byli Léopold Sédar Senghor (poeta, przyszły prezydent Senegalu), Aimé Césaire (poeta, późniejszy czołowy polityk martynikański) oraz Léon Damas z Gujany Francuskiej.
Termin négritude oznaczający murzyńskość został po raz pierwszy użyty w 1935 przez Césaire'a w trzecim numerze wydawanego przez niego magazynu L'Étudiant noir. Celem ruchu była afirmacja historii i cywilizacji czarnego człowieka wobec dewaluującej te wartości cywilizacji zachodniej; ochrona dziedzictwa kulturalnego czarnej ludności zachodnich kolonii, a także czarnoskórych imigrantów i ich potomków w krajach zachodnich. Jednocześnie ruch odrzucał wytwory związane z asymilacją kultur, dążąc do podkreślenia i gloryfikacji pierwotnych wartości murzyńskich.
Ruch Négritude był w pewnym stopniu europejskim pokłosiem afroamerykańskiego ruchu Harlem Renaissance (lub New Negro Movement), który rozprzestrzeniał się w latach dwudziestych i trzydziestych XX wieku w czarnych dzielnicach największych miast USA i dotarł do Europy m.in. dzięki pracom czarnoskórych pisarzy takich jak Langston Hughes i Richard Wright.